# Поклонная гора
Покло́нная гора́ — срытый пологий холм в Западном административном округе Москвы, в районе Дорогомилово, находится между реками Сетунь и Филька. Изначально делилась по оврагу на западную и восточную части. Восточная часть Поклонной горы была срыта в 1950-е — 1960-е годы при прокладке Кутузовского проспекта и жилого квартала от Окружной железной дороги до улицы Генерала Ермолова. Бо́льшая часть западной половины горы была использована в 1980-е — 1990-е годы при устройстве парка Победы — мемориального комплекса в честь победы в Великой Отечественной войне 1941—1945 годов. Оставшаяся от холма возвышенность находится в восточной части парка.

## Происхождение названия

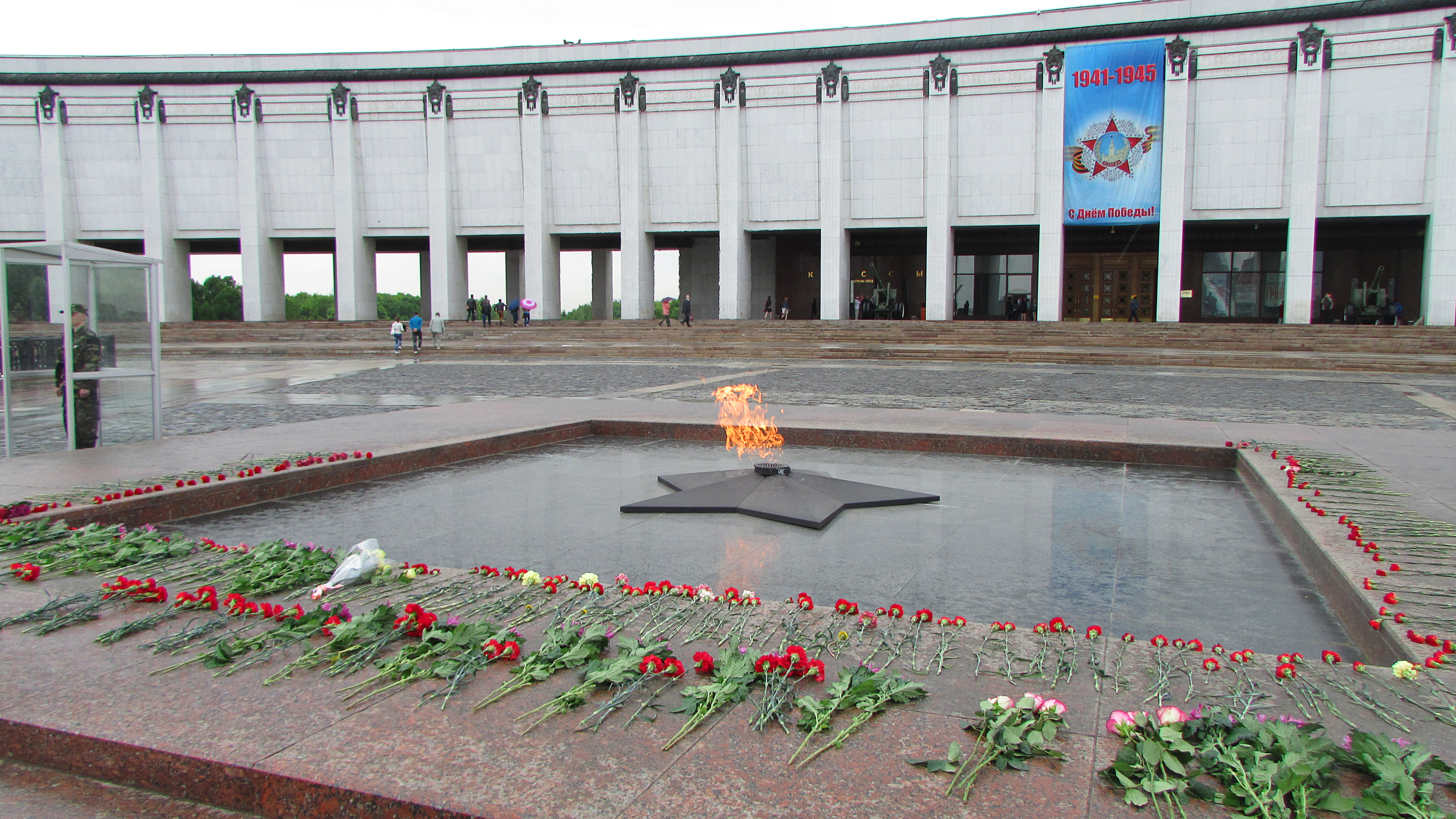
Вечный огонь перед Музеем Победы

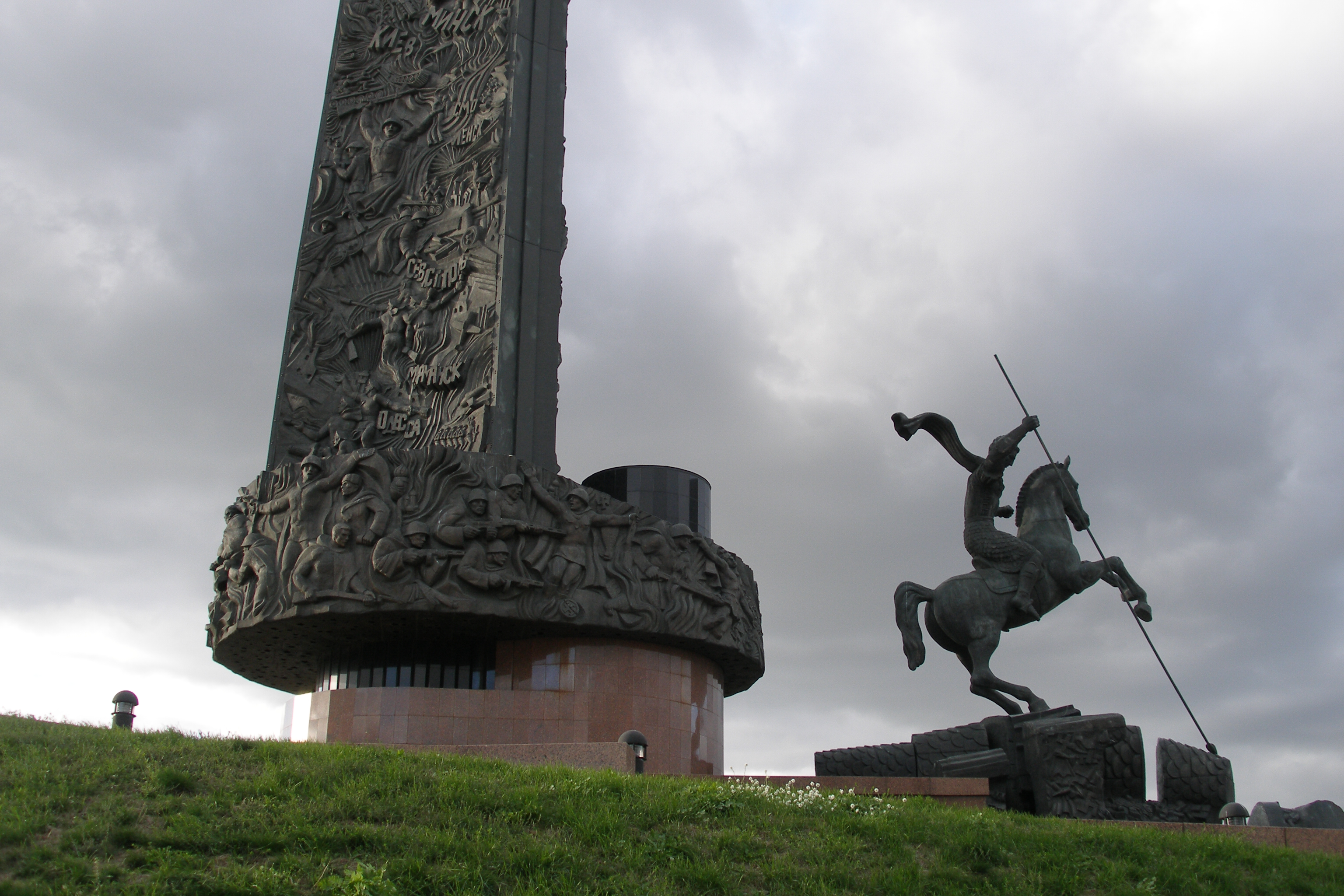
Основание стелы перед Музеем Победы

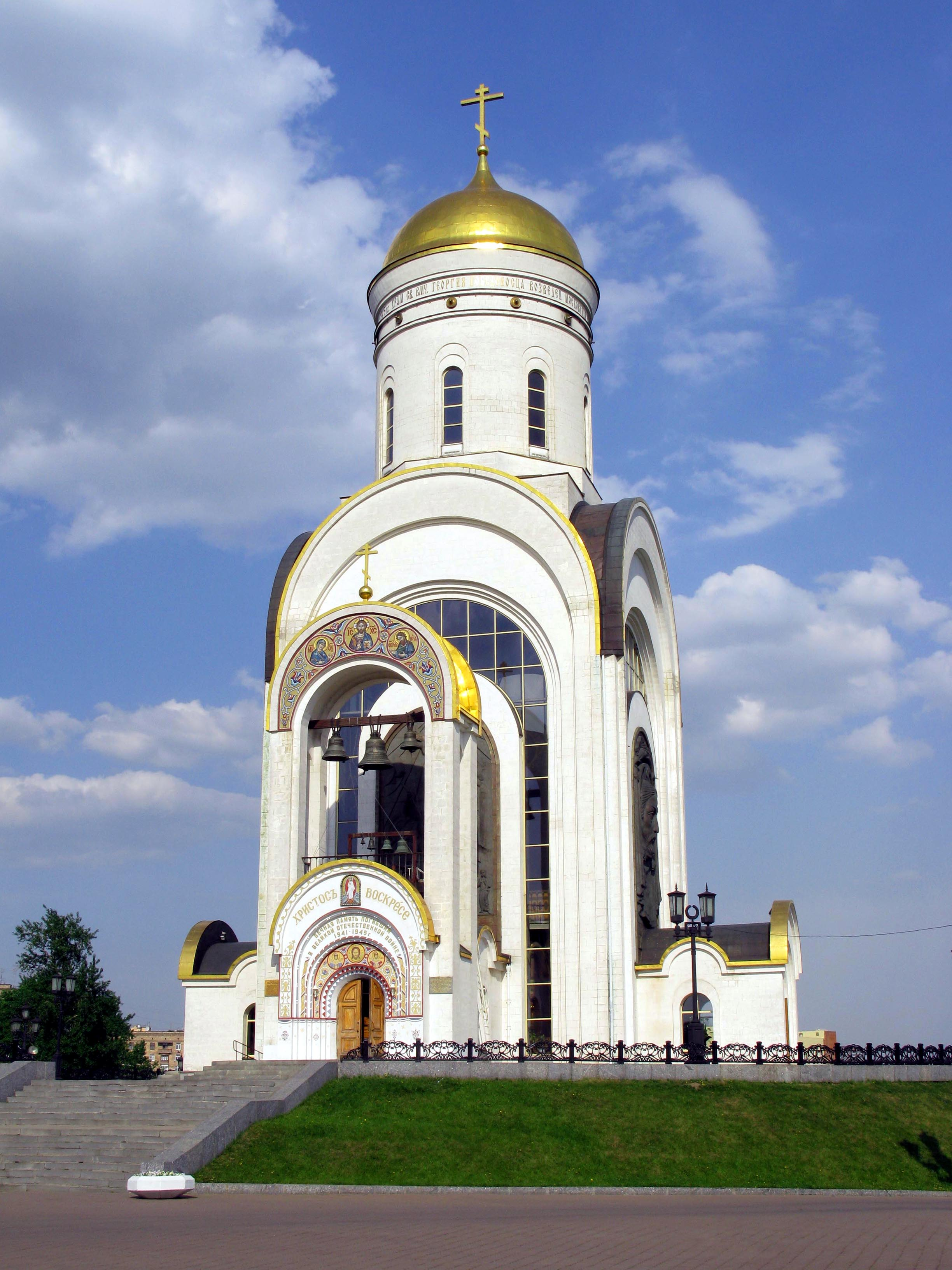
Храм Георгия Победоносца на Поклонной горе

Мемориальная мечеть

Исходное значение слова поклонный — ‘наклонный, наклонённый, склонённый’, а горой в среднерусской полосе называли в том числе небольшое возвышение или холм. Таким образом, Поклонная гора — это пологое, некрутое возвышение, место с «наклоном».
Версия, согласно которой слово «поклонная» означает «относящийся к поклонам» (якобы в этом месте прибывающие или уезжающие из города люди кланялись Москве и её святыням, выражая таким образом почтение) является результатом народной этимологии, а связь с «поклоном» — разновидностью феодальной подати, взимаемой за проезд или пребывание на территории волости, не признаётся историчной.

## История

### Приветственное место
Поклонная гора впервые упоминается в XIV веке в «Хронике Быховца», описывающей события войны между Литовским и Московским великими княжествами. Гора находилась на Смоленской дороге, где приветствовали важных лиц и иностранных послов. В 1612 году состоялась встреча московской делегации с гетманом Жолкевским для передачи царского престола польскому королевичу Владиславу, в сентябре 1812 года на горе Наполеон ждал депутацию с ключами от Кремля. С XVI по XVIII век Поклонную гору окружали пастбища во владении села Троице-Голенищева, не подлежащие заселению или распахиванию.

### Парк Победы
В 1942 году архитектор Яков Чернихов предложил установить на холме памятник красноармейцам, которые шли через Поклонную гору и сражались на фронтах Великой Отечественной войны. Московское отделение Союза архитекторов СССР утвердило проведение конкурса на лучший проект, но он был приостановлен Иосифом Сталиным. 23 февраля 1958 года на Поклонной горе установили памятный гранитный знак с надписью: «Здесь будет сооружён памятник Победы советского народа в Великой Отечественной войне 1941—1945 годов», а в 1961 году разбили парк. В 1970—1980-х на сооружение памятника собрали 194 млн рублей, остальные средства выделялись государством и правительством Москвы.
Работа по строительству мемориального комплекса началась во второй половине 1980-х годов и вызвала протесты: несколько сотен протестующих вышли 6 мая 1987 года на Манежную площадь возле Кремля с красными флагами и транспарантами с лозунгами «Сохранить Поклонную гору», «Прекратить строительство на Поклонной горе», «За бережное отношение к памятникам культуры», «К ответу саботажников перестройки». Наибольшую активность проявили активисты московского отделения Всероссийского общества охраны памятников истории и культуры и ультраправого националистического Общества «Память». Протестующие требовали встречи с генеральным секретарём Михаилом Горбачёвым. Их согласился принять Борис Ельцин, который тогда занимал должность первого секретаря Московского городского комитета КПСС. На встречу к зданию на Тверской (в то время улице Горького) участники, развернув знамёна и транспаранты, проследовали колонной до 500 человек. После этой встречи работы были приостановлены, но к концу 1987 года основной холм всё же срыли, а Поклонная гора, на которую добавили насыпную часть, была передвинута вглубь от Можайского шоссе. Девятого мая 1995 года, ко дню 50-летия Победы, состоялось торжественное открытие мемориального комплекса Победы.
В парке Победы установлены памятники, посвящённые Первой мировой и Великой Отечественной войне (Монумент Победы, Трагедия народов), работает Музей Победы, Храм Георгия Победоносца, Мемориальная синагога и Мемориальная мечеть.

## Поклонная гора на Ярославском тракте
Другая возвышенность находилась на северо-востоке Москвы, на Сергиевском (Ярославском) тракте, в районе современной станции «Лосиноостровской». Этот пологий холм в настоящее время застроен жилыми домами.